# Onildo Almeida
Onildo Almeida (Caruaru, 13 de agosto de 1928) é um compositor, músico e poeta brasileiro.

## Biografia
Onildo Almeida é filho de José Francisco de Almeida e Flora Camila de Almeida, que desde cedo encorajaram o filho a seguir o caminho da música, sua grande paixão. Ainda adolescente, ingressou em diversos conjuntos musicais locais, mas foi ao ingressar no rádio que alcançou sucesso. Como compositor, escreveu mais de 530 canções, muitas gravadas por nomes famosos como Gilberto Gil e Luiz Gonzaga, o Rei do baião.

## Carreira

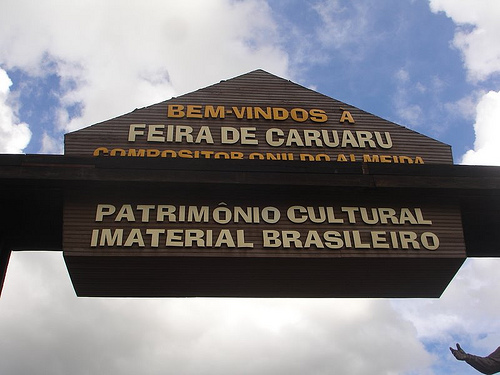
A Feira de Caruaru, serviu como inspiração para Onildo Almeida criar a canção homônima, eternizada por Gonzagão.

Após ingressar no rádio, ele conseguiu maior facilidade para divulgar seu trabalho. Com o interesse de grandes artistas musicais da época por suas canções, Onildo tornou-se amigo de celebridades como Luiz Gonzaga e ele foi um dos maiores divulgadores de suas músicas.
Gonzagão gravou a canção A Feira de Caruaru em 1957, cujo LP atingiu a marca de 100 mil cópias vendidas em apenas 2 meses, um sucesso para os padrões da época; concedendo à Luiz Gonzaga seu primeiro Disco de Ouro da carreira. O sucesso particular dessa canção foi tão grande que ela possui versões para 34 países, incluindo Estados Unidos, Japão e Suíça.

## Discografia
Embora com mais de 530 canções escritas e gravadas por vários artistas, Onildo Almeida possui apenas 3 discos lançados sob sua autoria:
- A Feira de Caruaru nº 2 (1957)
- Casamento Antigo (1957)
- Zé Dantas e Vaquejada (1962)

## Principais composições
Algumas das principais composições de Onildo Almeida:
- A Feira de Caruaru
- ABC do Amor
- Amor pra Te Dar
- Assim Nasceu o Xaxado
- Carne de Sol
- É Amor é Saudade
- E Tará Rá Rá
- Gírias do Norte
- História de Lampião
- Lamento
- Marinheiro
- Matuto
- Meu Beija Flor
- Minha Açucena
- Morena Bela
- No Dia dos Namorados
- Saudade de Você
- Se a Polícia Chegar
- Se Casamento Fosse Bom
- Sem Você
- Siriri, Sirirá
- Siu Siu Siu
- Tá com Raiva de Mim
- Vitalino